# Fusigobius duospilus
Fusigobius duospilus är en fiskart som beskrevs av Douglass Fielding Hoese och Reader, 1985. Fusigobius duospilus ingår i släktet Fusigobius och familjen smörbultsfiskar. Inga underarter finns listade i Catalogue of Life.